# Amata bessarabica
Amata bessarabica är en fjärilsart som beskrevs av Hermann Stauder 1924. Amata bessarabica ingår i släktet Amata och familjen björnspinnare. Inga underarter finns listade i Catalogue of Life.